# A Dama e o Vagabundo
A Dama e o Vagabundo (no original em inglês: Lady and the Tramp) é um filme de animação musical estadunidense de 1955, produzido por Walt Disney e lançado pela Buena Vista Distribution. Foi o primeiro filme de animação a ser distribuído pela própria empresa, sendo o décimo quinto longa-metragem de animação da Disney e o primeiro longa-metragem de animação produzido em widescreen pela CinemaScope.
Baseado num conto publicado pela revista estadunidense Cosmopolitan intitulado "Happy Dan, The Cynical Dog", de autoria de Ward Greene, o filme conta a história de uma cocker spaniel americano fêmea chamada Lady que vive com uma família refinada de classe média alta e um macho vira-lata chamado Vagabundo; quando os dois cães se conhecem, eles embarcam em muitas aventuras românticas e se apaixonam.
A Dama e o Vagabundo foi lançado nos cinemas dos Estados Unidos em 22 de junho de 1955, tornando-se um ligeiro sucesso de bilheteria em sua época. Inicialmente, recebeu comentários negativos dos críticos de cinema, mas a recepção crítica da atualidade tem-no destacado com boas resenhas, sendo considerado um dos maiores clássicos dos estúdios Disney. O filme foi dirigido por Clyde Geronimi, Wilfred Jackson e Hamilton Luske e contou com as vozes de Barbara Luddy, Larry Roberts, Bill Thompson, Bill Baucom, Verna Felton e Peggy Lee.
Anos mais tarde, o filme ganhou uma sequência lançada diretamente em vídeo chamada Lady and the Tramp II: Scamp's Adventure lançada em 2001. Um remake homônimo em live-action estreou em 12 de novembro de 2019 no serviço de streaming Disney+.

## Enredo
Na noite de Natal de 1909, em uma pitoresca cidade do Centro-Oeste americano (inspirada visualmente na cidade onde Walt Disney passou sua infância, Marceline, Missouri), Jim "Querido" dá a sua esposa "Querida" um filhote de cachorro fêmea da raça cocker spaniel que eles chamam de Lady. Lady desfruta de uma vida alegre com o casal e, com o passar dos meses, faz amizade com dois cães da vizinhança: um terrier escocês chamado Joca e um bloodhound chamado Caco. Enquanto isso, na cidade, um vira-lata vadio chamado Vagabundo vive sozinho pelas ruas, jantando sobras de um restaurante italiano de um chef chamado Tony; Vagabundo vive protegendo seus outros amigos cães de rua Peg, um pequinês fêmea, e Bull, um buldogue, de serem capturados pela carrocinha.
Um dia, Lady fica chateada depois que seus donos começam a tratá-la com bastante frieza; Joca e Caco a visitam e determinam que sua mudança de comportamento se deve à Querida estar esperando um bebê. Enquanto Joca e Caco tentam explicar o que é um bebê para Lady, Vagabundo surge da rua e interrompe a conversa, dizendo seus próprios pensamentos sobre o assunto e fazendo com que Joca e Caco tenham uma antipatia imediata pelo cão vadio, ordenando-o ir embora do quintal. Quando Vagabundo sai, contudo, ele lembra Lady que "quando chega um bebê o cão dança", deixando a cadela ainda mais preocupada. Meses depois, o bebê do casal nasce e Querido e Querida apresentam seu filho à Lady; a cachorra se torna cada vez mais afeiçoada da criança, sendo uma fiel protetora dela. Quando Querido e Querida partem para férias, eles colocam sua tia Sarah, que odeia cachorros, no comando da casa para tomar conta do bebê. Sarah traz consigo dois gatos siameses problemáticos chamados Si e Am que deliberadamente bagunçam a casa e fazendo com que sua dona pense que Lady seja responsável pela bagunça.
Sarah então leva Lady a uma loja de animais para comprar uma focinheira para por em Lady; aterrorizada, Lady foge do local, mas é perseguida por um trio de cães vadios pelos becos da cidade. Vagabundo a avista correndo deles e consegue salva-la, lutando com sucesso contra os malvados cachorros. Vendo a focinheira na cabeça de Lady, Vagabundo decide levá-la ao zoológico da cidade, onde eles encontram um castor a qual é capaz de remover o objeto da cadela com os seus dentes. Mais tarde, Vagabundo mostra à Lady como ele vive "sem donos e sem coleira", levando ela à um jantar à luz de velas no restaurante de Tony. Apesar de se apaixonar por Vagabundo, Lady decide voltar para sua casa para cuidar do bebê; Vagabundo se oferece para levar Lady de volta para casa, mas quando o vira-lata decide perseguir galinhas invadindo um curral por diversão, Lady é capturada pela carrocinha e é levada para o canil. Lá, enquanto está detida na jaula, os outros cães revelam à Lady que Vagabundo é bastante conhecido por ter tido várias namoradas no passado e eles sentem que é improvável que ele se estabeleça ficando com apenas uma cachorra. Posteriormente, Sarah vai buscar Lady no canil e a acorrenta no quintal da casa como punição por ela ter fugido.
Joca e Caco visitam Lady para confortá-la, mas quando Vagabundo chega para lhe pedir desculpas, Lady expõe toda a história que soube no canil sobre as suas antigas namoradas e por tê-la deixado ser levada pela carrocinha; Vagabundo sai tristemente enquanto um enorme rato entra furtivamente na casa. Lady vê o rato e late freneticamente, mas tia Sarah abre a janela diz para a cadela ficar quieta. Vagabundo a ouve latir e corre de volta para Lady, que o avisa sobre o rato; Vagabundo então entra na casa para caçar o rato até chegar no quarto do bebê. Posteriormente, Lady consegue se libertar da corrente e corre para dentro da casa subindo até ao quarto da criança, onde Vagabundo inadvertidamente faz o berço do bebê cair de lado no chão antes de finalmente matar o rato. O choro da criança faz Sarah acordar, passando a acreditar que os cachorros machucaram o bebê assim que os avista; ela empurra Vagabundo para dentro de um armário e tranca Lady no porão da casa para depois chamar a carrocinha para levar Vagabundo embora. Querido e Querida voltam de sua viagem quando a carruagem da carrocinha parte com Vagabundo capturado; quando o casal solta Lady, ela os leva até o rato morto. Testemunhando tudo, Joca e Caco perseguem a carrocinha para resgatar Vagabundo; Caco, que presumidamente tinha perdido seu sentido do olfato, consegue farejar e guiar Joca até o veículo. A dupla late para assustar os cavalos, causando um tombamento da carroça. Querido chega em um táxi com Lady, que se reúne com Vagabundo, mas com Caco sendo quase morto ao ser parcialmente esmagado pela carroça.
No Natal seguinte, Vagabundo torna-se adotado pelos donos de Lady. Ele e Lady, agora um casal, começaram sua própria família, com Lady dando à luz uma ninhada de quatro filhotes (três fêmeas que são idênticas à Lady e um macho bastante idêntico a Vagabundo). Joca vem visitar a família junto com Caco, que está recuperado do acidente com apenas uma fratura enfaixada na perna, sendo formalmente recebidos como convidados por Querido e Querida. Graças aos filhotes, Caco agora tem novos ouvintes para contar suas histórias antigas de seu avô, mas quando tenta fazer isso ele descobre que as esqueceu.

## Elenco
- Barbara Luddy como Lady, uma cadela da raça cocker spaniel americano. Ela vive alegremente com seus donos Querido e Querida em um bairro de classe média alta de uma cidade implícita do centro-oeste americano; no filme, ela se torna o interesse amoroso do cão vira-lata Vagabundo.
- Larry Roberts como Vagabundo (em inglês Tramp), um cão vira-lata (uma mistura de schnauzer com aparente ascendência terrier) com um talento especial para escapar da carrocinha. Ele nunca se refere a si mesmo pelo nome, embora a maioria do elenco canino do filme se refira a ele como "Vagabundo". Ele costuma se alimentar na casa de várias famílias do bairro, alegando para Lady que ele tem "uma família para cada dia da semana, mas que nenhuma delas o possui como animal de estimação"; cada uma dessas famílias o chama de um nome diferente (como Mike ou Fritzi). Essas famílias "adotivas" de Vagabundo também possuem nacionalidades diferentes (como irlandesas ou alemãs). Como ele não "pertence a nenhuma dessas famílias", Vagabundo sugere à Lady que sua vida como cão de rua é muito mais fácil do que concorrer atenção com um bebê, problema esse que Lady estava inicialmente enfrentando até aquele momento.
- Bill Thompson como Joca (em inglês Jock), um terrier escocês que é um dos vizinhos de Lady. Thompson também dublou Joe, o chef assistente de Tony no restaurante italiano; Bull, um buldogue vira-lata do sexo masculino; Dachsie, um dachshund masculino que tenta cavar um buraco na sua cela no canil pra fugir; um policial e um amigo de Querido durante a reunião do chá de bebê.
- Bill Baucom como Caco (em inglês Trusty), um cão de caça, mais especificamente da raça bloodhound, que costumava farejar criminosos com seu avô, o Caco Velho, até que ele supostamente perdeu sentido do olfato. Contudo, é ele quem consegue farejar a carrocinha que leva Vagabundo para o canil, sofrendo uma fratura na perna perto do fim do filme.
- Verna Felton como Tia Sarah, tia de Jim Querido (revelada como a irmã da mãe de Jim no conto original de Greene) que vem cuidar do bebê quando Jim e Querida partem de férias por alguns dias. Por ser uma tia solteira, ela é uma pessoa bem-intencionada que adora seus gatos siameses de estimação, mas possui uma forte aversão à cães, acreditando que Lady oferece risco por estar perto do bebê. Ela culpa Lady e Vagabundo pelo derrubamento do berço do bebê, sem saber que eles estavam, na verdade, protegendo a criança de um rato raivoso. No final do filme, no entanto, ela envia uma caixa de biscoitos de cachorro para o Natal da família, em uma suposta tentativa de fazer as pazes por seus maus-tratos aos dois cães.
- George Givot como Tony, proprietário e chef de seu restaurante italiano. Ele e seu assistente Joe têm um grande carinho por Vagabundo, oferecendo-lhe ossos e espaguete quando Lady está com ele.
- Lee Millar como Jim Querido (em inglês Jim Dear), um dos donos humanos de Lady, servindo como uma figura paterna para a cadela, e marido de Querida. Millar também dublou o apanhador de cães da carrocinha.
- Peggy Lee como Querida (em inglês Darling), a dona humana de Lady, servindo com uma figura materna para ela (assim como Querido como uma figura paterna), e esposa de Querido. Lee também dublou Si e Am, os gatos gêmeos siameses bagunceiros de Sarah; e Peg, um pequinês fêmea vadio que Lady conhece no canil (junto com os outros cães capturados pela carrocinha).
- Stan Freberg como o castor, um roedor inteligente e trabalhador do zoológico da cidade que fala assoviando. É ele quem livra Lady da focinheira colocada por Sarah através de uma mordida, passando a utilizar o objeto como um puxador de troncos. Anos mais tarde, esse personagem serviria de inspiração para a criação de Roque-Roque no curta Winnie the Pooh and the Honey Tree (1966). Stan Freberg, que dublou o castor no filme, teve uma extensa experiência em comerciais e comédias, gravando dublagens e trilhas sonoras.
- Alan Reed como Boris, um borzoi vadio do sexo masculino que está preso numa cela do canil. Fala com sotaque russo e é descrito como um "filósofo" por Peg por sua maneira gentil de pensar.
- Thurl Ravenscroft como Al, o jacaré do zoológico que Vagabundo inicialmente pede para remover a focinheira de Lady. No entanto, durante a tentativa, ele quase arranca a cabeça da cadela com uma mordida.

## Produção

### Desenvolvimento da história
Em 1937, o artista de histórias da Walt Disney Productions, Joe Grant, teve uma ideia inspirada nas travessuras de sua cadela Springer spaniel inglesa chamada Lady e como ela foi "deixada de lado" após o nascimento de seu filho. Ele se aproximou de Walt Disney com esboços de desenhos de Lady; Disney aprovou os esboços e pediu a Grant para iniciar um desenvolvimento para uma história de um novo filme de animação do estúdio intitulado "Lady". No final da década de 1930 e início da década de 1940, Joe Grant e outros artistas trabalharam na história, adotando uma variedade de abordagens, mas a Disney não estava satisfeita com nenhuma delas, principalmente porque achava que Lady era muito doce e não havia ação suficiente.
Walt Disney leu o conto escrito por Ward Greene intitulado "Happy Dan, the Cynical Dog", publicado pela revista Cosmopolitan em 1945. Ele achava que a história de Grant seria melhorada se Lady se apaixonasse por um "cão cínico" como o da história de Greene e comprou seus direitos. O cão cínico teve vários nomes durante o desenvolvimento, incluindo Homer, Rags e Bozo, antes de "Tramp" ser escolhido.
O filme final é um pouco diferente do que foi originalmente planejado. Lady deveria ter apenas um vizinho canino dublado por Ralph Bellamy chamado Hubert; Hubert mais tarde foi substituído por Jock e Trusty. Tia Sarah seria originalmente uma sogra autoritária; os gatos dela no princípio se chamariam Nip e Tuck, mas posteriormente foram renomeados para Si e Am. Originalmente, os donos de Lady seriam chamados Jim Brown e Elizabeth; eles foram alterados para destacar o ponto de vista de Lady. Eles foram brevemente referidos como "Senhor" e "Senhora" no roteiro antes dos produtores escolherem os nomes "Jim Dear" e "Darling". Através da perspectiva de Lady, os rostos de Querido e Querida raramente são mostrados, semelhante aos vários proprietários de Tom nos desenhos animados de Tom e Jerry. O rato era um personagem cômico nos primeiros esboços, mas se tornou muito mais assustador devido à necessidade de aumentar a tensão dramática. Uma cena criada, mas depois deletada, foi uma em que, depois que Caco diz: "Todo mundo sabe, o melhor amigo do cachorro é o homem", Vagabundo descreve um mundo em que os papéis de cães e humanos são alterados: os cães são os donos e vice-versa. Haveria um triângulo amoroso entre Lady, Vagabundo e um cão caçador de lobos russo chamado Boris, que posteriormente foi alterado para ser apenas um dos cães prisioneiros do canil.
A sequência de abertura do filme, na qual Querida desembrulha uma caixa de chapéu na manhã de Natal e encontra Lady filhote dentro, é inspirada por um incidente quando Walt Disney presenteou sua esposa Lily com um filhote de cachorro da raça chow-chow como presente em uma caixa de chapéu para compensar por ter esquecido um jantar romântico combinado anteriormente com ela.
Em 1949, Grant deixou o estúdio, mas os contadores de histórias da Disney ainda passaram a utilizar continuamente os desenhos e histórias originais de Grant para organizar o filme. Uma história sólida começou a tomar forma em 1953, baseada nos storyboards de Grant e no conto de Greene; Grant não recebeu nenhum crédito por sua contribuição no filme. Greene depois escreveu uma novelização do filme que foi lançado dois anos antes do próprio filme, por insistência de Walt Disney, para que o público se familiarizasse com a história.
A cantora Peggy Lee não apenas dublou quatro personagens, como também co-escreveu seis músicas para o filme.

### Animação
Como haviam feito com os veados em Bambi, os animadores estudaram muitos cães de diferentes raças para capturar o movimento e a personalidade dos animais. Embora a sequência de comer espaguete seja hoje a cena mais conhecida do filme, Walt Disney estava propenso a cortá-la, pensando que não seria romântico e que o público encararia a cena como tola. O animador Frank Thomas foi contra a decisão de Walt e animou toda a cena com a utilização de layouts extras. Walt ficou impressionado com o trabalho de Thomas e como ele "romantizou" a cena, desistindo de descartá-la. Ao assistir a primeira versão dessa cena, os animadores acharam que a ação deveria ser mais lenta, então um estagiário aprendiz foi designado para criar diversos desenhos para serem utilizados como forma de alongar mais a cena.
Originalmente, a artista de cenários deveria ser Mary Blair, ela inclusive chegou a fazer alguns esboços inspiradores para o filme. No entanto, ela deixou o estúdio para se tornar ilustradora de livros infantis em 1953. Claude Coats foi então apontado como o substituto. Coats fez desenhos retratando o interior da casa de Jim Querido e Querida sob uma perspectiva de altura baixa com o intuito de se manter a visão de um cão. Eyvind Earle (que mais tarde se tornou diretor de arte de A Bela Adormecida) fez quase cinquenta esboços conceituais em miniatura para a sequência "Bella Notte" e foi um dos principais contribuintes do filme.

#### CinemaScope
Originalmente, A Dama e o Vagabundo foi planejado para ser produzido em uma proporção regular de quadro inteiro. No entanto, devido ao crescente interesse do cinema pelo formato widescreen entre os espectadores, a Disney decidiu animar o filme com o CinemaScope, tornando A Dama e o Vagabundo o primeiro filme de animação a ser realizado nesse processo. Esta inovação apresentou problemas adicionais para os animadores: a expansão do espaço criou mais realismo, mas deu menos detalhes. Também dificultava que um único personagem dominasse a tela de modo que eles tivessem que aparecer mais espalhados na tela em cenas de grupos para impedir que a tela parecesse esparsa. Foram necessárias tomadas mais longas pois os cortes constantes envolvendo pulos ou saltos dos personagens pareceriam muito curtos. Os desenhistas basicamente tiveram que reinventar sua técnica; os animadores tinham que lembrá-los constantemente que eles deveriam mover seus personagens através de um plano de fundo mais amplo atrás deles. No entanto, apesar das dificuldades iniciais, os animadores conseguiram superar esses obstáculos sobretudo nas cenas de ação, como na que Vagabundo persegue o rato no quarto do bebê.
Mais problemas surgiram à medida que a data de estreia se aproximava, pois nem todos os cinemas tinham sido adaptados para exibição em CinemaScope na época. Ao saber disso, Walt lançou duas versões do filme: uma em widescreen e outra na proporção Academy Ratio; isso envolveu reunir os artistas do layout para reestruturar as principais cenas quando os personagens estavam nas bordas da tela.

## Lançamento
A Dama e o Vagabundo foi originalmente lançado nos cinemas estadunidenses em 22 de junho de 1955. Um episódio da série Disneyland chamado "A Story of Dogs" foi ao ar antes do lançamento do filme. O filme também foi relançado nos cinemas em 1962, 1972, 1980 e 1986. A animação também teve exibições limitadas em alguns cinemas da rede norte-americana do Cinemark entre os dias 16 e 18 de fevereiro de 2013.

### Mídia doméstica
O filme foi lançado pela primeira vez em VHS e Laserdisc na América do Norte em 1987, como parte da série de lançamentos "Walt Disney Classics" e no Reino Unido em 1990. No final de seu lançamento em vídeo, foi relatado que o filme havia vendido mais de três milhões de cópias se tornando o home video mais bem sucedido comercialmente na época. Foi relançado no formato VHS em 1998 como parte da série de vídeos "Walt Disney Masterpiece Collection". Um DVD da série de edição limitada da Disney foi lançado em 23 de novembro de 1999 por um período limitado de sessenta dias.
Após o primeiro lançamento do formato VHS, Peggy Lee buscou royalties pelas suas performances nas músicas do filme durante as vendagens do disco de trilha sonora do longa. O CEO da Disney na época, Michael Eisner, recusou, fazendo com que a artista entrasse com uma ação contra a empresa em 1988; posteriormente, em 1992, o Tribunal de Apelações da Califórnia ordenou que a Disney pagasse a Lee US$ 3,2 milhões como indenização (equivalente a cerca de 4% das vendas dos discos).
A animação foi remasterizada e restaurada para ser lançada em DVD em 28 de fevereiro de 2006, como a sétima parte da série "Platinum Editions" da Disney. Em seu primeiro dia, um milhão de cópias do filme foram vendidas.
O Blu-ray do filme foi lançado em 7 de fevereiro de 2012 como parte da série "Disney's Diamond Editions". Uma edição fora de coleção do filme em DVD foi lançada em 20 de março de 2012.
Por fim, A Dama e o Vagabundo foi relançado em Digital HD em 20 de fevereiro de 2018 e novamente em Blu-ray em 27 de fevereiro de 2018, como parte da linha "Walt Disney Signature Collection".

## Recepção

### Resposta crítica
Durante seu lançamento original em 1955, o filme foi inicialmente contestado pelos críticos de cinema. Bosley Crowther do jornal The New York Times afirmou que o filme "não mostrou o melhor que a Disney tinha. O sentimentalismo é poderoso, mas nem o tamanho do CinemaScope ajuda o filme a ter uma melhor reputação"; ele também afirma que "o uso do novo formato de tela contribui para que as falhas dos desenhos se tornem mais notáveis. Infelizmente, e surpreendentemente, o trabalho dos artistas está abaixo do padrão neste filme". A revista Time publicou: "A Walt Disney [estúdio] há muito tempo apostou sentimentos pegajosos e horror em desenhos animados lucrativos, mas os espectadores ficaram surpresos que, com A Dama e o Vagabundo, esta tentativa mais deu errado do que certo desta vez". Em contraste, a Variety afirmou que o filme é "uma delícia para as crianças e uma alegria para os adultos". Os críticos do extinto jornal cinematográfico Harrison's Reports sentiram a "partitura musical cintilante de várias músicas [do filme], o diálogo e as vozes, os comportamentos e expressões dos diferentes personagens, os fundos suaves da virada do século, a bela cor e varredura do processo CinemaScope - tudo isso se soma a um dos mais divertidos desenhos animados que a Disney já criou". Edwin Schallert, do Los Angeles Times, descreveu o filme como uma "fantasia assustadoramente encantadora que é notavelmente enriquecida com música e, ademais, com raras conversas entre os personagens caninos".
No entanto, com o passar dos anos, o filme passou a ser considerado um clássico da Disney. Dave Kehr, escrevendo para o Chicago Tribune, deu ao filme quatro estrelas. O historiador de animação Charles Solomon elogiou o filme. A sequência de Lady e Vagabundo compartilhando um prato de espaguete (onde os dois sugam o mesmo macarrão até seus focinhos se encostarem como se fosse um beijo) é considerada uma cena icônica na história do cinema americano. O site agregador de críticas Rotten Tomatoes atribui 93% de resenhas positivas para o filme, obtendo uma classificação média de 7,92/10 com base em 41 comentários; o consenso do site declara: "Um filme encantador e nostálgico, A Dama e o Vagabundo possui uma animação completamente cheia de cores e suas músicas são tecnicamente excelentes, proporcionando uma experiência memorável ao espectador".
A Dama e o Vagabundo foi listado na posição #95 na lista das "100 Maiores Histórias de Amor de Todos os Tempos" pelo American Film Institute, se tornando um dos únicos dois filmes de animação a constar na lista, junto com Beauty and the Beast, também da Disney, por sua vez classificada na posição #34. Em 2010, a loja de músicas online Rhapsody classificou a trilha sonora do filme como uma das melhores de todos os tempos da Disney e Pixar. Em junho de 2011, a revista Time nomeou o filme como um dos "25 melhores filmes de todos os tempos".

### Bilheteria
Em seu lançamento original, A Dama e o Vagabundo teve uma receita mais alta do que qualquer outro filme de animação da Disney desde Branca de Neve e os Sete Anões, ganhando cerca de US$ 6,5 milhões contra um orçamento de cerca de US$ 4 milhões, tornando-se um modesto sucesso comercial. Quando foi relançado em 1962, o filme arrecadou aproximadamente entre seis e sete milhões de dólares; durante seu relançamento em 1971, o filme arrecadou US$ 10 milhões e, quando foi relançado novamente em 1980, arrecadou mais US$ 27 milhões. Durante seu quarto relançamento em 1986, A Dama e o Vagabundo arrecadou US$ 31,1 milhões.
Estima-se que A Dama e o Vagabundo tenha obtido uma receita interna total de US$ 93,6 milhões, considerando a soma de todos os seu lançamentos mais a inflação. Mundialmente, sob as mesmas considerações, o filme obteve cerca de US$ 187 milhões acumulados.

## Principais prêmios e indicações
BAFTA 1956 (Reino Unido)
- Indicado na categoria de melhor filme de animação.

Prêmio David di Donatello 1956 (Itália)
- O prêmio David foi concedido a Walt Disney.

Satellite Awards 2006 (Estados Unidos)
- O filme foi indicado na categoria melhor DVD jovem.

## Trilha sonora
A trilha sonora do filme foi lançada em LP em 22 de Junho de 1955. Ela foi relançada em 16 de Setembro de 1997 e em 2006 com faixas remasterizadas. A gravadora foi a Walt Disney Records. A instrumental da trilha sonora foi composta por Oliver Wallace, Peggy Lee, o coral do estúdio Disney e "Home Sweet Home".
Em 1970, foi lançado o LP de "A Dama e o Vagabundo" como parte da coletânea "Estorinhas de Walt Disney" no Brasil, sob o selo da "Abril Cultural". O LP contém as músicas do filme de Walt Disney, direção artística de Cazarré, adaptação de Edy Lima e é narrado por Ronaldo Batista, com participação do elenco RCA. Em 1975, uma trilha sonora do filme foi lançada pela "Disneyland Records" em formato de LP com o título de "Estória e Canções da Trilha Sonora do Filme 'A Dama e o Vagabundo'", com narração por Aloysio de Oliveira. Em 1987, a trilha sonora foi relançada em LP e fita cassete no Brasil sob o selo da "Disneylândia Discos" com o título "Lady e o Vagabundo", dessa vez sem a narração presente nas outras edições lançadas no Brasil.[carece de fontes?]

### Lista de faixas

#### Versão original
| N.º            | Título | Duração |  |
| 1.             | "Main título (Bella Notte) / The Wag of a Dog's Tail"                                                     | 2:03    |  |
| 2.             | "Peace on Earth (Silent Night)"                                                                           | 1:01    |  |
| 3.             | "It Has a Ribbon / Lady to Bed / A Few Mornings Later"                                                    | 3:53    |  |
| 4.             | "Sunday / The Rat / Morning Paper"                                                                        | 1:44    |  |
| 5.             | "A New Blue Collar / Lady Talks To Jock & Trusty / It's Jim Dear"                                         | 3:17    |  |
| 6.             | "What a Day! / Breakfast at Tony's"                                                                       | 1:05    |  |
| 7.             | "Warning / Breakout / Snob Hill / A Wee Bairn"                                                            | 2:44    |  |
| 8.             | "Countdown to B-Day"                                                                                      | 2:05    |  |
| 9.             | "Baby's First Morning / What Is a Baby / La La Lu"                                                        | 3:11    |  |
| 10.            | "Going Away / Aunt Sarah"                                                                                 | 1:51    |  |
| 11.            | "The Siamese Cat Song / What's Going on Down There?"                                                      | 2:35    |  |
| 12.            | "The Muzzle / Wrong Side of the Tracks"                                                                   | 1:54    |  |
| 13.            | "You Poor Kid / He's Not My Dog"                                                                          | 1:23    |  |
| 14.            | "Through the Zoo / A Log Puller"                                                                          | 1:59    |  |
| 15.            | "Footloose and Collar-Free / A Night at the Restaurant / Bella Notte"                                     | 4:22    |  |
| 16.            | "It's Morning / Ever Chase Chickens / Caught"                                                             | 2:51    |  |
| 17.            | "Home Sweet Home"                                                                                         | 1:30    |  |
| 18.            | "The Pound"                                                                                               | 1:27    |  |
| 19.            | "What a Dog / He's a Tramp"                                                                               | 2:24    |  |
| 20.            | "In the Doghouse / The Rat Returns / Falsely Accused / We've Got to Stop That Wagon / Trusty's Sacrifice" | 6:05    |  |
| 21.            | "Watch the Birdie / Visitors"                                                                             | 2:05    |  |
| 22.            | "Finale (Peace on Earth)"                                                                                 | 0:31    |  |
| Duração total: | Duração total:                                                                                            | 48:00   |  |

### Certificações
| País                  | Certificação | Vendas/Cópias |
| --------------------- | ------------ | ------------- |
| Estados Unidos (RIAA) | 3× Platina   | 3.000.000     |

## Sequência e remake

### Sequência
Em 27 de fevereiro de 2001, a Disney Television Animation lançou uma sequência diretamente em vídeo do filme intitulada Lady and the Tramp II: Scamp's Adventure. Produzida quarenta e seis anos após o filme original e ambientado dois anos e alguns meses após os eventos do primeiro filme, o longa se concentra nas aventuras do único filhote macho de Lady e Vagabundo, Banzé (em inglês Scamp), que deseja ser um cão selvagem; ele foge de sua família e se junta a uma gangue de cachorros que vive em um ferro-velho para cumprir seu desejo de liberdade e uma vida sem regras. As críticas à sequência foram geralmente mistas a negativas, com os críticos analisando sua trama.

### Remake em live-action
A Walt Disney Pictures produziu um remake em live-action do filme com Justin Theroux e Tessa Thompson nas dublagens de Vagabundo e Lady, respectivamente. O filme estreou no novo serviço de streaming da Disney, o Disney+, em 12 de novembro de 2019 nos Estados Unidos.